# Bardage en bois

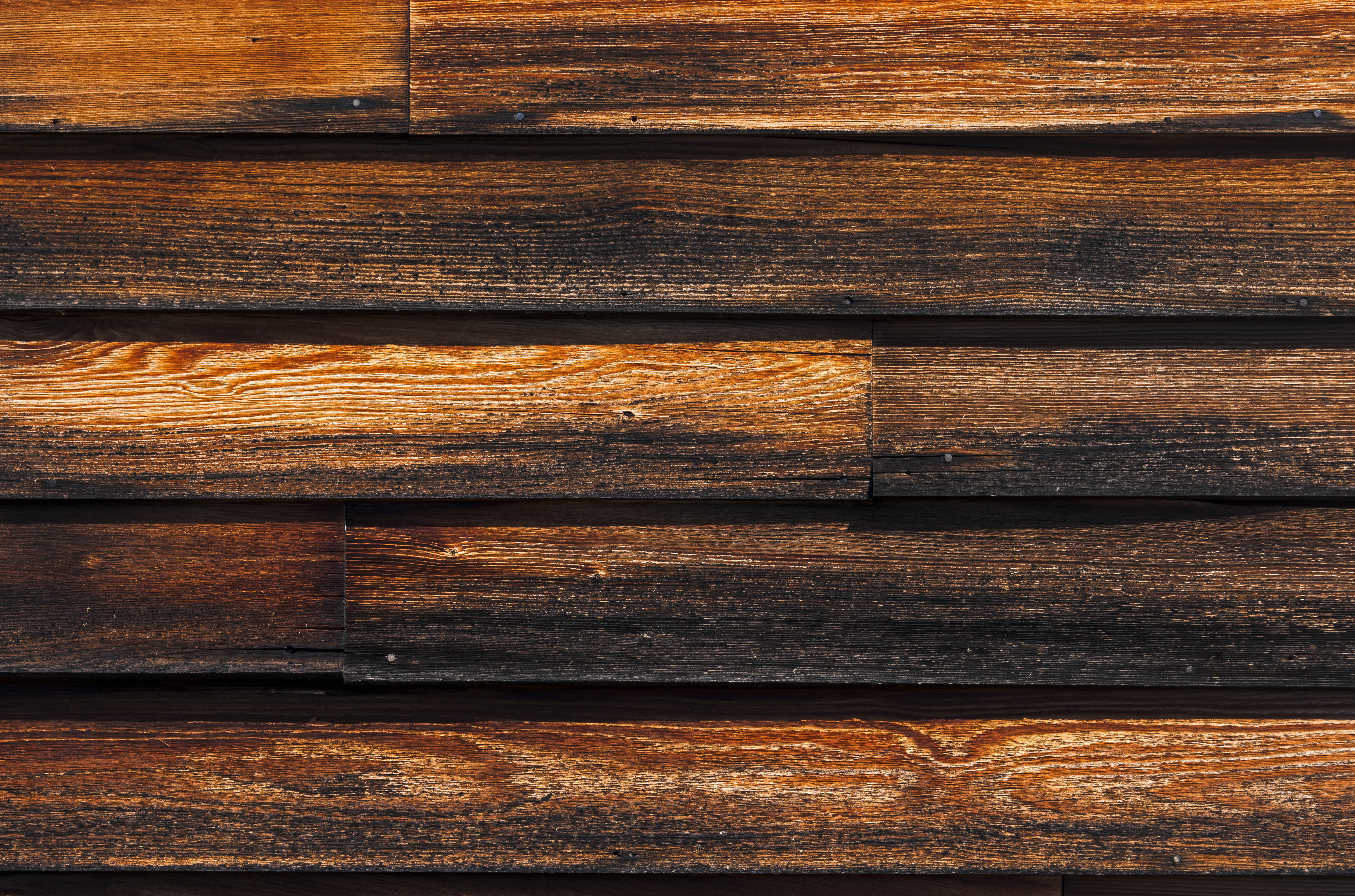
Clapboard siding teinté brun foncé

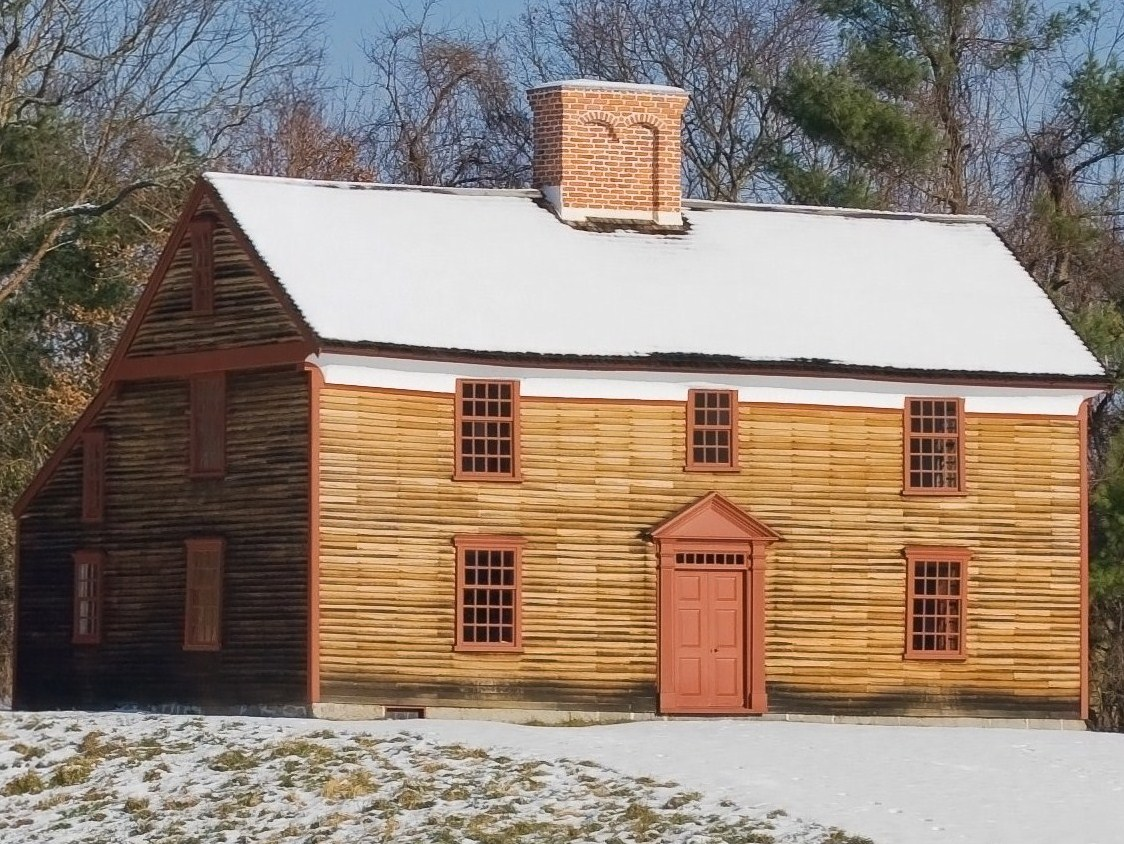
Captain William Smith House dans le Minute Man National Historical Park, une maison restaurée de style Saltbox avec bardage non peint.

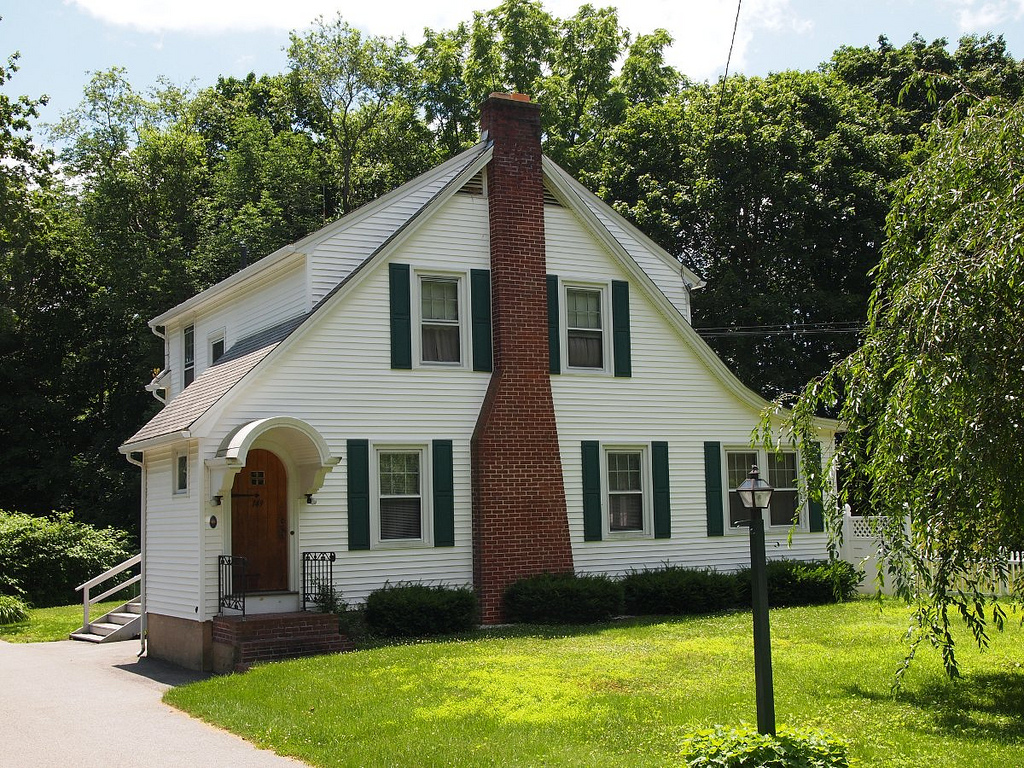
bardée de planches (weatherboard) à New London, Connecticut

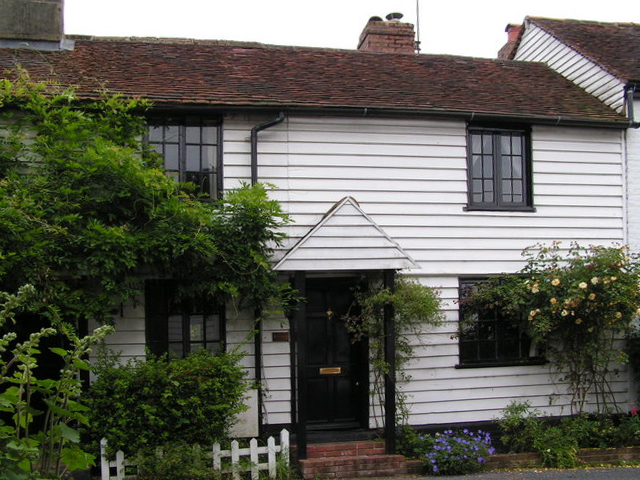
Weatherboarded Cottage, Petteridge. Ce style de construction est très courant dans les régions rurales de l'ouest du Kent, en Angleterre..

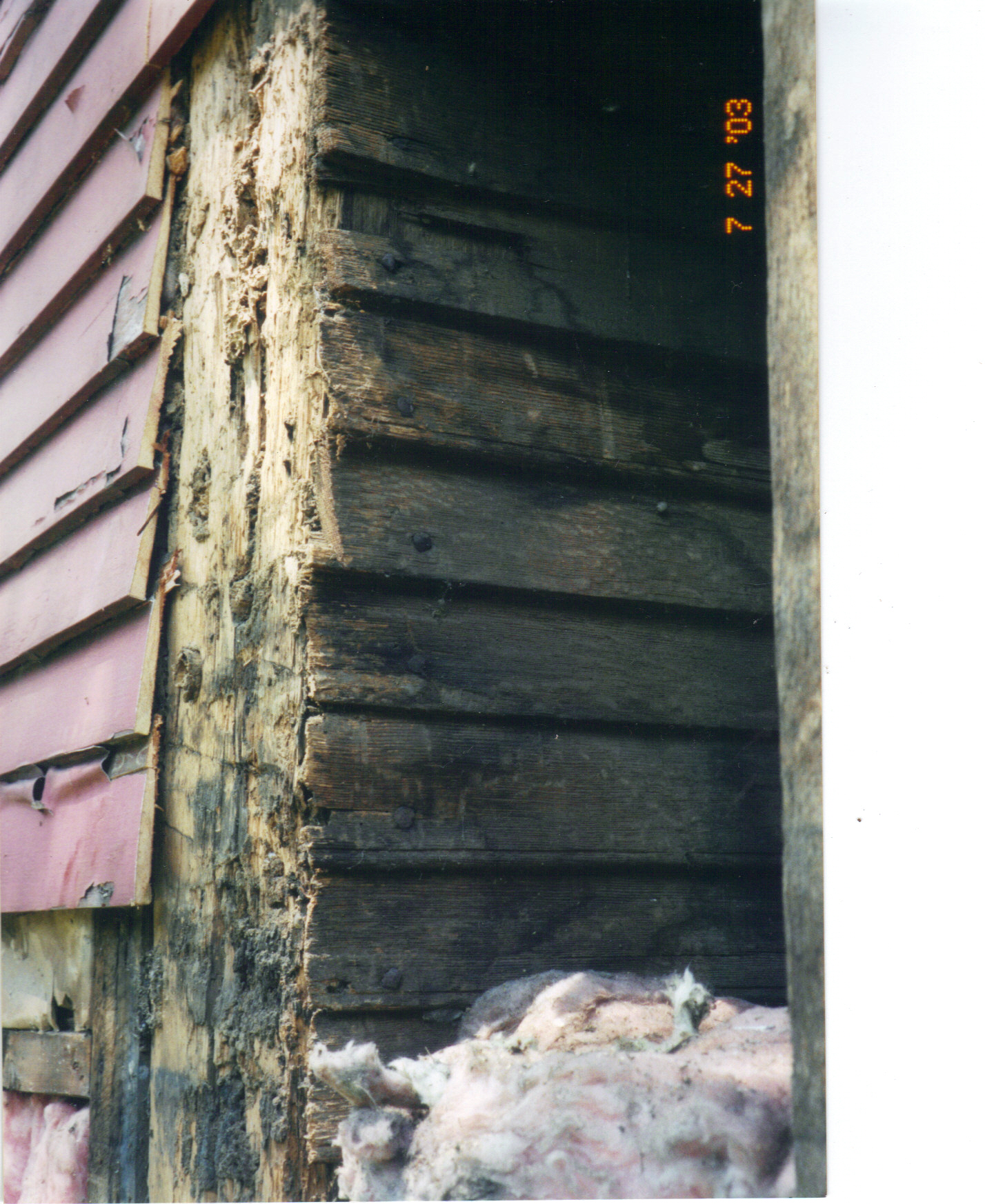
Très vieux clins de chêne perlés à droite, planches de bardage modernes à gauche..

Le bardage en bois, aussi appelé bardage à clins, ou encore déclin au Québec, est un cas de revêtement en bardage en bois constitué de planches horizontales superposées, qui se chevauchent ou s'emboitent. 
Il est constitué de planches diversement sciées, voir profilées: planches à clin, ou encore planche à déclin au Québec. C'est une tradition vivace dans beaucoup de pays ayant des bois bien droits.

## Bardage en planche d'Amérique du Nord

### Définitions
En anglais les termes clapboard or clabbard, bevel siding, lap siding, et weatherboard, se rencontrent avec parfois quelques variations régionales dans les définitions. Ce terme, qui au Québec peut être écrit et prononcé à l'anglaise « Clapboard » ou à la française « clabord », désigne les longues planches minces utilisés pour couvrir les murs et (autrefois) les toits des bâtiments. Aussi appelé historiquement clawboards ou cloboards.
Une signification plus ancienne de clapboard en fait de petites pièces de chêne fendues importées d’Allemagne pour être utilisées comme douves de tonneau, dont le nom est une traduction partielle du moyen néerlandais klapholt et lié à l'allemand klappholz.

### Non parallèle
Les planches étaient à l’origine débitées non parallèles, en lame de couteau (« feather-edged »), de façon radiale formant des sections triangulaires. Elles étaient attachées par le côté mince vers le haut et se chevauchaient pour écarter l'eau de ruissellement de la façade.

### Sciées sur quartier
Plus tard, les planches ont été sciées sur quartier (radially sawn) dans une sorte de scierie appelée clapboard mill, produisant des planches à bois de fil (vertical-grain). Les planches les plus utilisées en Nouvelle-Angleterre sont des planches à grains verticaux. En fonction du diamètre de la grume, les coupes sont faites de 4½ "à 6½" de profondeur sur toute la longueur de la grume. Chaque fois que la grume tourne pour la coupe suivante, elle tourne de ⅝ " jusqu’à révolution complète. Cela donne à la planche sciée radialement son cône et sa face de bois de bout sur quartier (vertical-grain).

### Scié sur dosse
Les planches sciées sur dosse (flat-sawn, flat grain) sont coupées de manière tangente aux anneaux de croissance de l'arbre. Comme cette technique était courante dans la plupart des Îles Britanniques, elle était utilisée par les immigrants dans leurs colonies des Amériques, ainsi qu’en Australie et en Nouvelle-Zélande. La coupe sur dosse ne retient pas la peinture aussi bien que le bois scié sur quartier.

### Planches profilées à clin (à déclin)

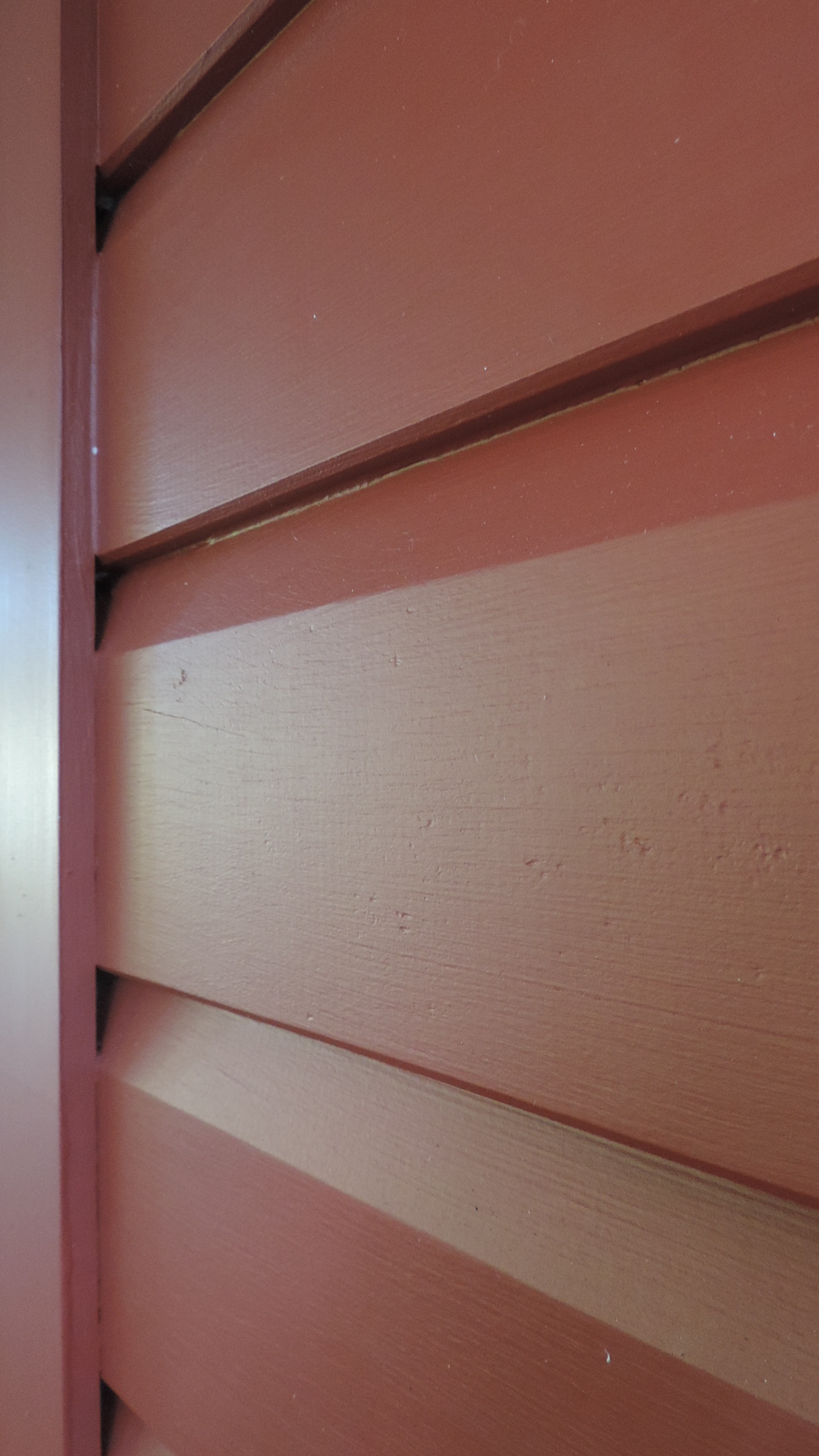
Le Chamferboard, variante australienne

Les planches à chanfrein (chamferboards) sont une variante australienne (weatherboarding) de bardage assemblé à rainure et languette qui donne un aspect extérieur plus plat que les planches sciées.

### Panneaux assemblés par entures multiples
Certaines planches de bardage clapboards modernes sont des panneaux assemblés par entures multiples (finger jointed), constitués de morceaux de bois plus courts assemblés à la main avec un adhésif (bois abouté).

## Essence de bois
En Amérique du Nord, les planches étaient traditionnellement fabriqués en chêne fendu, en pin et en épicéa. Les planches modernes sont disponibles en cèdre rouge et en pin.
Dans certaines régions, les clins étaient traditionnellement laissés sous forme de bois brut, reposant sur une bonne circulation de l'air et sur l'utilisation de «bois semi-durs» pour empêcher les planches de pourrir. Ces planches finissent par devenir grises lorsque les tanins sont lavés du bois. Plus récemment, les planches ont été goudronnées ou peintes, généralement de couleur noire ou blanche, en raison de la présence de minéraux ou de pigments dans la région. Dans les clins modernes, ces couleurs restent populaires, mais avec une plus grande variété en raison des pigments chimiques et des taches.
Les maisons à clins peuvent être trouvées dans la plupart des îles britanniques, et le style peut faire partie de tous les types de bâtiments traditionnels, des cottages aux moulins à vent, des magasins aux ateliers, ainsi que de nombreux autres.
En Nouvelle-Zélande, les maisons en bois massif dominaient les bâtiments avant 1960. On a constaté que le type de maison en bois à toit ondulé était un modèle de construction économique. Après les grands séismes de 1855 et 1931, les bâtiments en bois étaient perçus comme moins vulnérables aux dommages. Les planches sont toujours appelé «Weatherboard» en Nouvelle-Zélande.
Les conceptions les plus récentes et les moins chères imitent souvent la forme de planches (clapboard) sous le nom de siding, en vinyle (PVC), en aluminium, en fibres-ciment ou en d'autres matériaux synthétiques.